# Басейн на Нептун (Потсдам)
Басейнът на Нептун е фонтан в Градината за наслада към Градския дворец в Потсдам, Германия.
Построен е през 1746 – 1751 г. по заръка на Фредерик II под ръководството на Йохан Август Нал в бароков стил по образец на басейна на Аполон в парка на Версайския дворец. Ансамбълът от статуи „Триумфът на Нептун“ е изобразявал Нептун и Амфитрита върху триумфална колесница, теглена от Хипокампи и обградена от тритони и нереиди.
Между 1945 г. и 1960 г. Басейнът на Нептун е напълно разрушен. Частично е възстановен за Федералното изложение на градините през 2001 г.
- Басейнът на Аполон в парка на Версайския дворец
- Басейнът на Нептун, 1912 г.
- „Басейнът на Нептун“, графика от Йохан Попел, 1852 г.
- Басейнът на Нептун, 2020
- Басейнът на Нептун и Градският дворец на заден план, преди 1945 г.
- Басейнът на Нептун и Градският дворец на заден план, както и хотел „Меркурий“ от времето на комунизма
- Нептун отблизо
- Басейнът на Нептун, 2020 г.
- Басейнът на Нептун, есен 2020 г.